# Ed Macauley
Pour les articles homonymes, voir Macauley.
Charles Edward « Ed » Macauley, né le 22 mars 1928 à Saint-Louis dans le Missouri et mort le 8 novembre 2011 dans la même ville, est un ancien joueur américain professionnel de basket-ball. Il est l'un des premiers joueurs majeurs des Celtics de Boston mais il est sacré champion NBA avec Saint Louis en 1958. Macauley est le premier joueur à avoir été élu MVP d'un All-Star Game.

## Carrière universitaire
Macauley débute à la St. Louis University High School, puis passe par l'Université de Saint-Louis, où son équipe remporte le titre de champion National Invitation Tournament en 1948. Il est nommé AP Player of the Year en 1949.

## Carrière en NBA

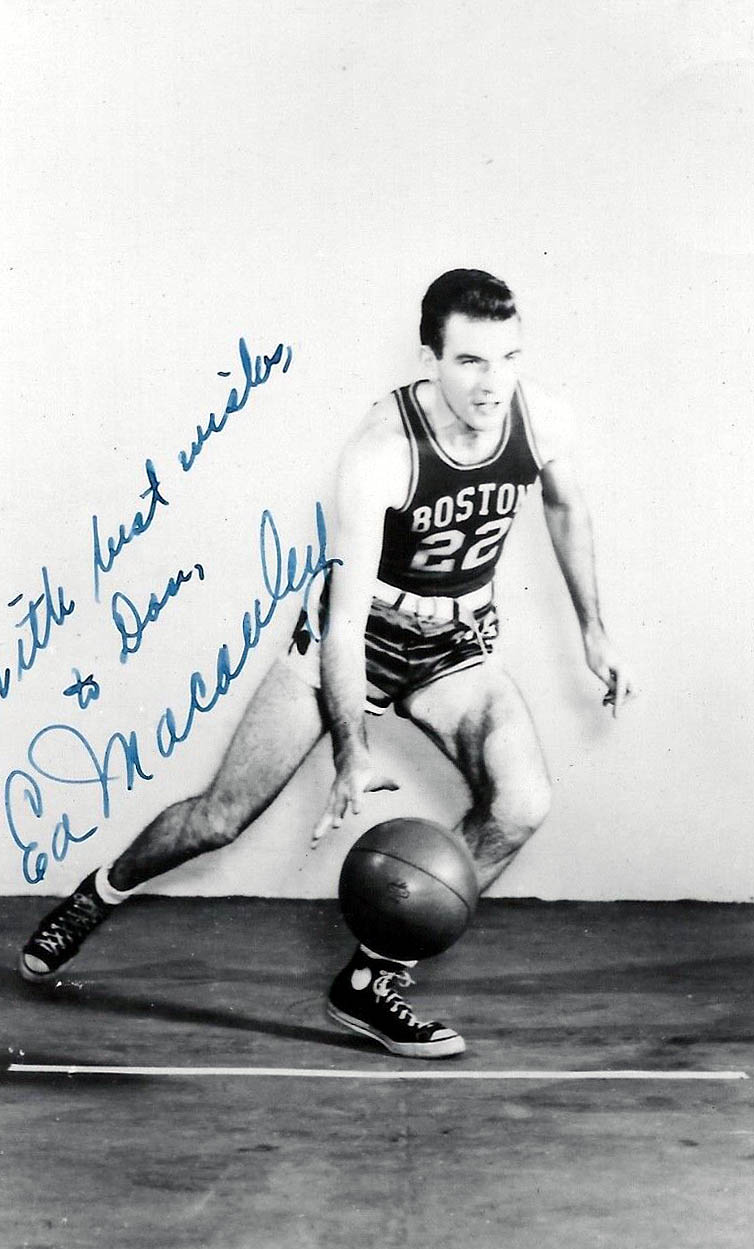
Ed Macauley sous le maillot des Boston Celtics

Macauley joue en NBA est sélectionné par les Saint Louis Bombers qui utilise un choix territorial pour avoir une priorité sur les autres franchises. Transféré aux Celtics de Boston, il forme un trio offensif avec Bob Cousy et Bill Sharman qui marque beaucoup de points. Malgré son gabarit d'ailier, Ed Maculey joue au poste de pivot, permettant à son équipe de courir plus que les autres équipes mais d'être en difficulté en défense sur des joueurs comme le pivot qui domine alors la NBA George Mikan.
Le 2 mars 1951, Macauley est nommé meilleur joueur (MVP) du premier NBA All-Star Game lors du All-Star Game 1951 disputé dans le Boston Garden, salle des Celtics de Boston, lors duquel il inscrit 20 points. Il joue d'ailleurs les sept premiers All-Star Game. Il est nommé dans la All-NBA First Team trois saisons consécutives. Il est nommé dans la All-NBA second team une fois en 1953-54 ; saison où il est le plus adroit de la ligue.
À la fin de la saison 1956, les Celtics terminent meilleur attaque du championnat, Ed Macauley inscrit plus de 17 points par match, mais l'équipe manque d'un bon joueur aux rebonds. Pour cela, Red Auerbach choisit de sélectionner Bill Russell mais n'a pas le premier choix de la draft 1956. Il effectue des changements et Macauley est transféré avec Cliff Hagan à St. Louis dans le transfert apportant Bill Russell aux Celtics via un choix de draft. Ed Macauley évolue ensuite pour les St. Louis Hawks trois saisons comme joueur et deux comme entraîneur. Il remporte le titre de champion NBA avec les Hawks lors de la saison 1957-1958.
Macauley inscrit 11 234 points en dix saisons NBA et est quand il se retire en 1959 le troisième meilleur marqueur de points de l'histoire de la NBA derrière George Mikan et Dolph Schayes. Il est introduit au Basketball Hall of Fame en 1960 à 32 ans, il reste le plus jeune joueur à avoir été introduit. Le numéro 22 des Celtics de Boston est retiré en son honneur le 16 octobre 1963 en même temps que le numéro 14 de Bob Cousy, devenant les deux premiers joueurs des Celtics à voir leur numéro retiré. Il a également une étoile au St. Louis Walk of Fame.

## Vie extra-sportive
Ed Macauley vit à Saint Louis avec son épouse Jacqueline avec qui il est marié depuis plus de 50 ans et a sept enfants. En 1989, Macauley est ordonné diacre de l'Église catholique. Il est coauteur du livre Homilies Alive: Creating Homilies That Hit Home  (ISBN 0-89622-574-7).